# دينغ دونغ (تكساس)
دينغ دونغ، تكساس

دينغ دونغ (بالإنجليزية: Ding Dong)‏ هي مدينة أمريكية تقع في ولاية تكساس.